# Isaac Lipschits
Isaac Lipschits (* 19. November 1930 in Rotterdam; † 24. Mai 2008 in Groningen) war ein niederländischer Historiker, Politologe und Holocaustüberlebender.

## Leben und Wirken

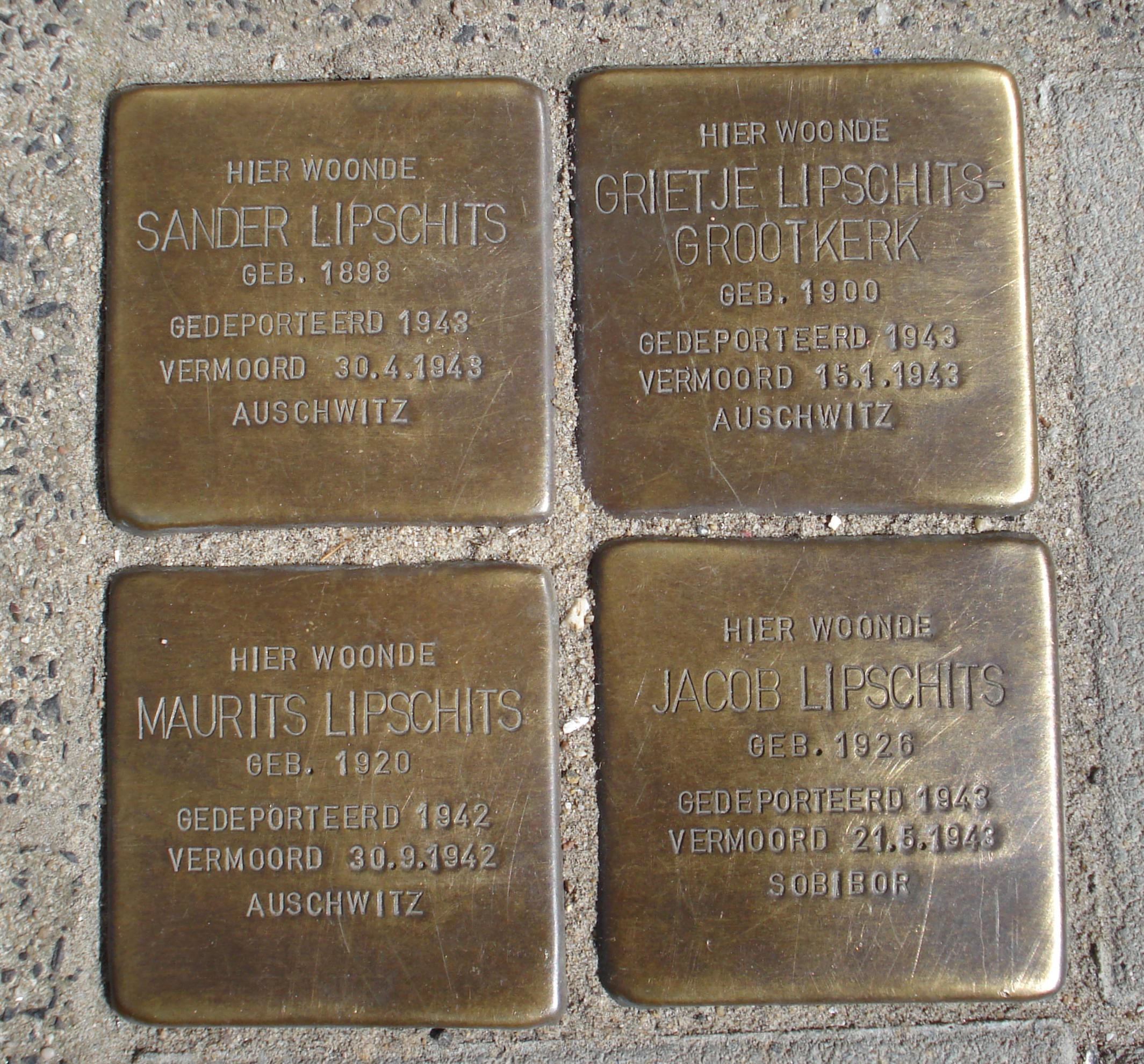
Stolpersteine zum Gedenken an die Familie Lipschits in Rotterdam

Isaac Lipschits wurde 1930 in Rotterdam geboren und wuchs dort auf. Seine jüdische Familie war seit dem 18. Jahrhundert in den Niederlanden ansässig. Die Eltern arbeiteten auf dem zentralen Markt der Stadt. 1942 veranlassten sie ihn, sich selbst und seinen jüngeren Bruder zu verstecken. So gelang es beiden Kindern, die Judenverfolgungen und den Zweiten Weltkrieg zu überleben, während der Rest der Familie nach Osteuropa deportiert und umgebracht wurde. Nach dem Zweiten Weltkrieg kam er mit seinem Bruder in ein jüdisches Waisenhaus in Rotterdam. Vor dem ehemaligen Wohnhaus der Familie Lipschits in der Agniesestraat 59 in Rotterdam erinnern Stolpersteine an die vier ermordeten Mitglieder.
1951 schrieb sich Isaac Lipschits an der Universiteit van Amsterdam ein. Er studierte Politikwissenschaften und lehrte nach seiner Promotion an verschiedenen Universitäten in den Niederlanden und Israel. 1973 wurde er Professor für Zeitgeschichte an der Universität Groningen. 1990 ging er in den Ruhestand.
Eines seiner Hauptanliegen bestand zeitlebens darin, an die Verfolgung und Ermordung der europäischen Juden zu erinnern. So enthält sein 1992 erschienenes Buch Onbestelbaar („Unzustellbar“) einen Brief an seine Mutter, in dem er von dem Schicksal erzählt, das ihm und seiner Familie widerfuhr. In  diesem  Werk ging Lipschits mit der Judenverfolgung scharf ins Gericht.
Nach seiner Pensionierung widmete er einen Großteil seiner Zeit dafür, den holländischen Opfern des Holocaust ein Denkmal zu setzen. Dies gelang ihm auf eindrucksvolle Weise als Gründer des Projektes Digitales Denkmal der jüdischen Gemeinde in den Niederlanden, an dem er auch selbst maßgeblich beteiligt war. Eine Vielzahl der dort enthaltenen Biographien geht auf seine eigenen historischen Recherchen zurück.
Lipschits wurde bekannt als erster Übersetzer des oft nachgedruckten vollständigen ersten Teiles von Marx’ Das Kapital in niederländischer Sprache (Jubiläumsjahr 1967).